# メルセンヌ (小惑星)
メルセンヌ (8191 Mersenne) はメインベルトに位置する小惑星。1993年7月20日に、ベルギーの天文学者エリック・ヴァルター・エルストがラ・シヤ天文台で発見した。
小惑星番号の8191が5番目のメルセンヌ素数の213 − 1となることから、当時小惑星センターの所長であったブライアン・マースデンからの助言を受けた発見者のエルストによって17世紀フランスの数学者マラン・メルセンヌに因んだ名前が提案され、1998年4月に命名された。 